# Brevard
Brevard és una població dels Estats Units i seu del comtat de Transylvania a l'estat de Carolina del Nord. Segons el cens del 2000 tenia 6.789 omtat de habitants.

## Demografia
Segons el cens del 2000, Brevard tenia 6.789 habitants, 2.826 habitatges i 1.698 famílies. La densitat de població era de 545 habitants per km².
Dels 2.826 habitatges en un 21,8% hi vivien nens de menys de 18 anys, en un 44,2% hi vivien parelles casades, en un 13,3% dones solteres, i en un 39,9% no eren unitats familiars. En el 36% dels habitatges hi vivien persones soles el 18,9% de les quals corresponia a persones de 65 anys o més que vivien soles. El nombre mitjà de persones vivint en cada habitatge era de 2,12 i el nombre mitjà de persones que vivien en cada família era de 2,73.
Per edats la població es repartia de la següent manera: un 18,3% tenia menys de 18 anys, un 12,3% entre 18 i 24, un 19,9% entre 25 i 44, un 21,3% de 45 a 60 i un 28,2% 65 anys o més.
L'edat mediana era de 45 anys. Per cada 100 dones de 18 o més anys hi havia 73,4 homes.
La renda mediana per habitatge era de 33.497 $ i la renda mediana per família de 44.489 $. Els homes tenien una renda mediana de 26.929 $ mentre que les dones 21.348 $. La renda per capita de la població era de 18.256 $. Entorn del 7,6% de les famílies i el 10,7% de la població estaven per davall del llindar de pobresa.

## Poblacions més properes
El següent diagrama mostra les poblacions més properes.